# Contagem longa

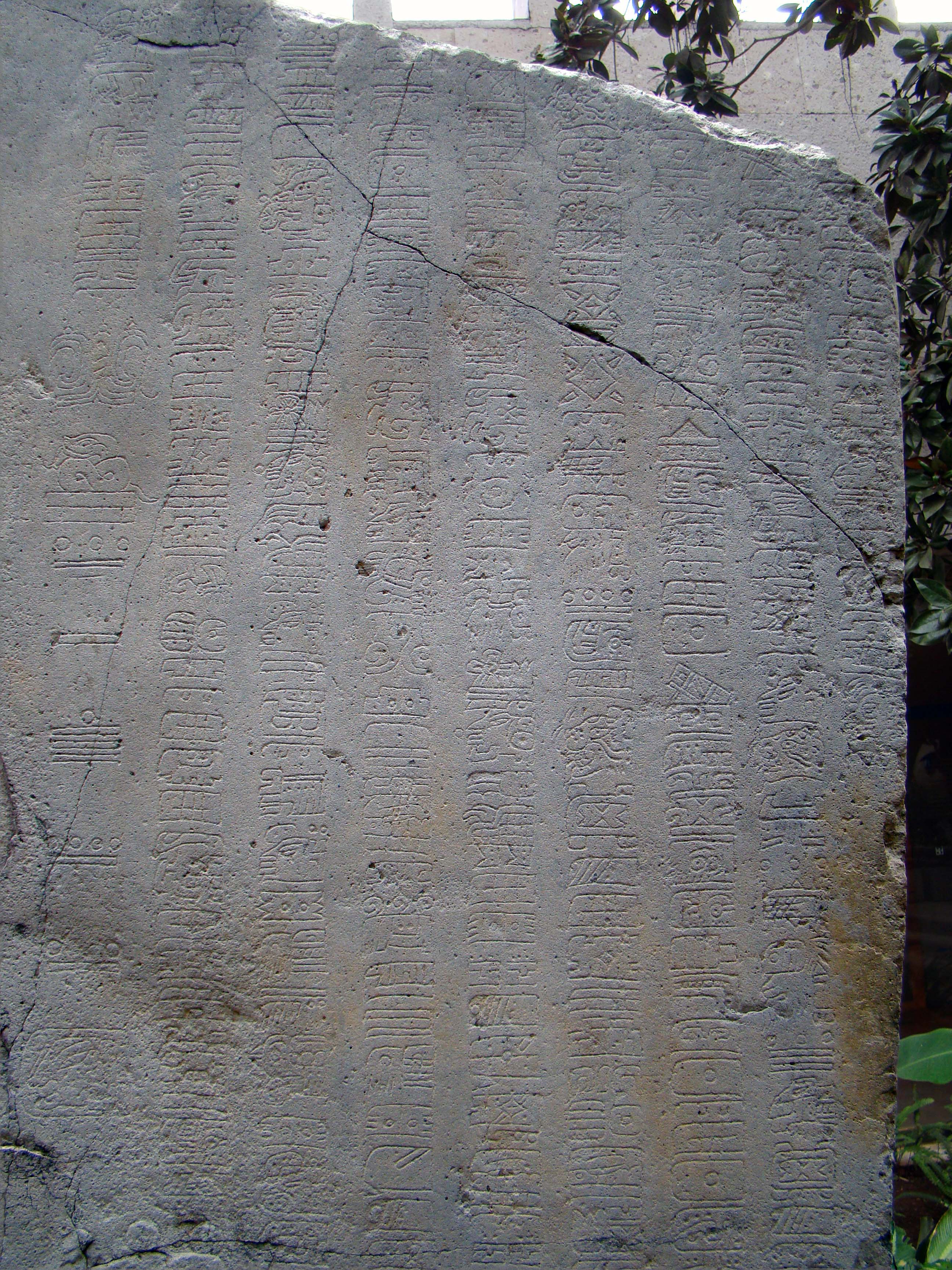
Pormenor da estela 1 de La Mojarra mostrando colunas de glifos. A coluna da esquerda representa a data 8.5.16.9.9 em contagem longa (lendo de cima para baixo), correspondente ao ano 156 d.C. As colunas da direita estão escritas em escrita ístmica.

A contagem longa é um calendário vigesimal não repetitivo, utilizado por várias culturas da Mesoamérica a partir do período pré-clássico tardio. É mais bem conhecido pelos registos maias nos quais foi usado este sistema, porém as inscrições mais antigas são aquelas de Chiapa de Corzo, anteriores à era cristã. A sua ampla difusão na área maia levou a que muitas vezes seja erradamente denominado como calendário maia de contagem longa.
Utilizando um sistema de contagem vigesimal modificado, este registo calendárico identifica os dias decorridos desde a data correspondente a 11 de Agosto de 3114 a.C. no calendário gregoriano. Uma vez que se trata de um calendário não repetitivo foi utilizado para registar por meio de inscrições feitas em monumentos, acontecimentos importantes da vida política de várias cidades, sobretudo no sudeste da Mesoamérica.

## Antecedentes
Entre outros calendários concebidos na Mesoamérica pré-hispânica, dois dos mais largamente utilizados eram o calendário solar de 365 dias (Haab' para os maias e Xiuhpohualli para os astecas) e o calendário cerimonial de 260 dias, o qual se divida em 20 períodos de 13 dias. Este calendário de 260 dias era conhecido como Tzolk'in pelos maias e como Tonalpohualli pelos astecas.
Os calendários Haab' e Tzolk'in identificavam e nomeavam os dias. A combinação de uma data Haab com uma data Tzolk'in era suficiente para identificar uma data específica de modo satisfatório para a maioria das pessoas, pois tal combinação só se repetiria daí a 52 anos, o que era mais do que a esperança de vida geral. Este período de 52 anos (365 x 260 dias) é geralmente designado como ciclo calendárico ou roda calendárica.
Para contagem de períodos maiores do que 52 anos, os mesoamericanos conceberam o calendário de contagem longa.

## Períodos da contagem longa
O calendário de conta longa identifica uma data através da contagem dos dias desde 11 de Agosto de 3114 a.C. (no calendário gregoriano proléptico). Em vez de utilizar um esquema de base 10, como a numeração ocidental, os dias da contagem longa eram contabilizados através de um sistema vigesimal. Assim, 0.0.0.1.5 é igual a 25, e 0.0.0.2.0 é igual a 40.
No entanto, a contagem longa não é consistentemente de base 20, uma vez que o segundo dígito a contar da direita apenas conta até 18 antes de voltar a zero. Assim, 0.0.1.0.0 não representa 400 dias, mas sim apenas 360.
A tabela abaixo mostra os períodos equivalentes bem como as designações maias para os mesmos:
| Dias    | Período de contagem longa | Período de contagem longa | Nº anos solares (aprox.) |
| ------- | ------------------------- | ------------------------- | ------------------------ |
| 1       |                           | = 1 K'in                  |                          |
| 20      | = 20 K'in                 | = 1 Winal                 | 1/18                     |
| 360     | = 18 Winal                | = 1 Tun                   | 1                        |
| 7 200   | = 20 Tun                  | = 1 K'atun                | 20                       |
| 144 000 | = 20 K'atun               | = 1 B'ak'tun              | 395                      |

## Cálculo das datas na contagem longa

Numerais maias

### Numerais mesoamericanos
As datas na contagem longa são escritas com numerais mesoamericanos, conforme a tabela mostrada. Um ponto representa uma unidade e uma barra vale 5. O glifo de concha era usado para representar o conceito de zero. O calendário de contagem longa requeria o zero e representa um dos mais antigos usos do conceito de zero da História.

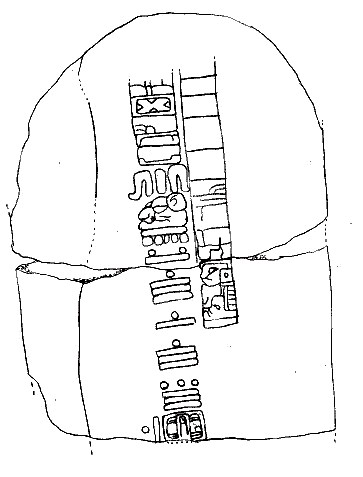
A face traseira da estela C de Tres Zapotes, um sítio arqueológico olmeca.
Esta é a segunda data em contagem longa mais antiga descoberta até ao momento presente. Os numerais 7.16.6.16.18 traduzem-se em 1 de Setembro, 32 a.C. (gregoriano). Pensa-se que os glifos em redor da data sejam um dos poucos exemplares sobreviventes de escrita ístmica.

Ver também História do zero

### Sintaxe
As "datas" em contagem longa são escritas verticalmente, com os períodos de ordem superior (i.e. b'ak'tun) no topo seguidos do número de cada um dos períodos de ordem inferior até à indicação do número de dias (k'in). Como pode ver-se à esquerda, a data em contagem longa na estela C de Tres Zapotes é 7.16.6.16.18.
| 7  | × 144 000     | = 1 008 000 dias (k'in) |
| 16 | × 7 200       | = 115 200 dias (k'in)   |
| 6  | × 360         | = 2 160 dias (k'in)     |
| 16 | × 20          | = 320 dias (k'in)       |
| 18 | × 1           | = 18 dias (k'in)        |
|    | Total de dias | = 1 125 698 dias (k'in) |

Deste modo, a data na estela C corresponde a 1 125 698 dias desde 11 de agosto de 3114 a.C., ou 1 de Setembro de 32 a.C..
Nos monumentos maias a sintaxe da contagem longa é mais complexa. A sequência da data é dada uma vez, no início da inscrição, e começa com o chamado GISI (Glifo Inicial da Série Introdutória) lido tzik-a(h) hab' [patrono de mês Haab']. Seguem-se os 5 dígitos da contagem longa, seguidos da data tzolk'in escrita como um único glifo, e de informação suplementar. A maioria destas séries suplementares são facultativas e demonstrou-se que estão relacionadas com a data lunar, por exemplo a idade da lua nesse dia e a extensão calculada para a lunação corrente.
A data é terminada por um glifo referindo o dia e o mês do ano haab'. O texto continua com a descrição da actividade ocorrida naquela data. Abaixo é mostrada uma inscrição de uma data em contagem longa maia.

## Origem do calendário de contagem longa
A mais antiga inscrição em contagem longa já descoberta encontra-se na estela 2 de Chiapa de Corzo, Chiapas, México, indicando a data correspondente a 36 a.C.. Esta tabela lista os 6 artefactos com as oito mais antigas datas em contagem longa.
| Sítio arqueológico    | Nome                | Data gregoriana (baseada em 11 de agosto) | Dígitos da contagem longa | Localização      |
| --------------------- | ------------------- | ----------------------------------------- | ------------------------- | ---------------- |
| Chiapa de Corzo       | Estela 2            | 10 de dezembro de 36 a.C.                 | 7.16.3.2.13               | Chiapas, México  |
| Tres Zapotes          | Estela C            | 3 de setembro de 32 a.C.                  | 7.16.6.16.18              | Veracruz, México |
| El Baúl               | Estela 1            | 6 de março de 37                          | 7.19.15.7.12              | Guatemala        |
| Abaj Takalik          | Estela 5            | 20 de maio de 103                         | 8.3.2.10.15               | Guatemala        |
|                       |                     | 6 de junho de 126                         | 8.4.5.17.11               |                  |
| La Mojarra            | Estela 1            | 14 de julho de 156                        | 8.5.16.9.7                | Veracruz, México |
|                       |                     | 22 de maio de 143                         | 8.5.3.3.5                 |                  |
| Próximo de La Mojarra | Estatueta de Tuxtla | 15 de março de 162                        | 8.6.2.4.17                | Veracruz, México |

Destes seis sítios, três situam-se na orla ocidental da área maia e três encontram-se várias centenas de quilómetros mais a oeste, levando muitos investigadores a crer que o calendário de contagem longa precede a civilização maia.  A estela 1 de La Mojarra, a estatueta de Tuxtla, a estela C de Tres Zapotes, e a estela 2 de Chiapa de Corzo foram inscritas no estilo epiolmeca e não maia. Por outro lado, a estela 2 de El Baúl, foi criada no estilo de Izapa. O primeiro artefacto inequivocamente maia é a estela 29 de Tikal, com a data em contagem longa 292 d.C. (8.12.14.8.15), mais de 300 anos depois da estela 2 de Chiapa de Corzo.

## 2012 e a Contagem Longa
| Contagem longa | Data Gregoriana              |
| -------------- | ---------------------------- |
| 0.0.0.0.0      | 11 de agosto de 3114 a.C.    |
| 1.0.0.0.0      | 13 de novembro de 2720 a.C.  |
| 2.0.0.0.0      | 16 de fevereiro de 2325 a.C. |
| 3.0.0.0.0      | 21 de maio de 1931 a.C.      |
| 4.0.0.0.0      | 23 de agosto de 1537 a.C.    |
| 5.0.0.0.0      | 26 de novembro de 1143 a.C.  |
| 6.0.0.0.0      | 28 de fevereiro de 748 a.C.  |
| 7.0.0.0.0      | 3 de junho de 354 a.C.       |
| 8.0.0.0.0      | 5 de setembro de 41 d.C.     |
| 9.0.0.0.0      | 9 de dezembro de 435         |
| 10.0.0.0.0     | 13 de março de 830           |
| 11.0.0.0.0     | 15 de junho de 1224          |
| 12.0.0.0.0     | 18 de setembro de 1618       |
| 13.0.0.0.0     | 21 de dezembro de 2012       |
| 14.0.0.0.0     | 26 de março de 2407          |
| 15.0.0.0.0     | 28 de junho de 2801          |
| 16.0.0.0.0     | 1 de outubro de 3195         |
| 17.0.0.0.0     | 3 de janeiro de 3590         |
| 18.0.0.0.0     | 7 de abril de 3984           |
| 19.0.0.0.0     | 11 de julho de 4378          |
| 1.0.0.0.0.0    | 13 de outubro de 4772        |

De acordo com o Popol Vuh, um livro compilando detalhes de relatos de criação conhecidos pelos maias quiché da era colonial, nós vivemos na quarta era. O Popol Vuh descreve as primeiras três criações nas quais os deuses falharam e a criação bem-sucedida do quarto mundo, no qual vivem os homens. Na contagem longa maia, a última criação terminou no começo de um décimo quarto b'ak'tun.
A última criação terminou numa contagem longa de 12.19.19.17.19. Outro 12.19.19.17.19 ocorrerá no dia 20 de dezembro de 2012, seguido pelo início de um décimo quarto b'ak'tun, 13.0.0.0.0, no dia 21 de dezembro de 2012. Há apenas uma referência a atual criação do décimo terceiro b'ak'tun: o monument 6 de Tortuguero, parte de uma inscrição real.A má interpretação da contagem longa do calendário mesoamericano é a base de uma crença ocultista de que um cataclisma global ocorrerá no dia 21 de dezembro de 2012. 21 de dezembro de 2012 é simplesmente o dia em que o calendário iniciará um novo b'ak'tun – a civilização maia clássica, por exemplo, atravessou dois b'ak'tun. Em primeiro lugar, o calendário é provavelmente de origem olmeca, e não maia. Além disso, os maias atuais não consideram o décimo terceiro b'ak'tun  importante, e a contagem longa foi usada exclusivamente pelos maias do período clássico. O ancião maia Apolinario Chile Pixtun e o arqueólogo mexicano Guillermo Bernal insistem em que o “apocalipse” é um conceito occidental que tem pouco ou nada a ver com as crenças maias. Bernal diz que essas ideias começaram a ganhar força entre os ocidentais porque suas próprias crenças estão esgotadas.
As inscrições maias eventualmente profetizam eventos futuros ou comemorações que ocorreriam em datas que são posteriores a 2012 (isto é, além do fim do décimo terceiro b'ak'tun da era atual). A maior parte destes eventos se apresenta como “datas distantes”, nas quais uma contagem longa é dada, junto de um Número de Distância adicionado à contagem longa para se chegar a esta data.
Por exemplo, no painel ocidental do Templo das Inscrições em Palenque, uma sessão do texto projeta no futuro da 80ª  roda calendárica  a ascensão ao trono do governante de Palenque, K'inich Janaab' Pakal (a ascensão de Pakal ao trono ocorreu numa data de roda calendárica 5 Lamat 1 Mol, na contagem longa 9.9.2.4.8, equivalente ao aniversário de Pakal, 9.8.9.13.0 8 Ajaw 13 Pop (24 de março de 603 d.C. no calendário Gregoriano), e acrescendo a ele o Número de Distância 10.11.10.5.8. Esse cálculo conduziria à octagésima roda calendárica desde a sua ascensão, cerca de 4 mil anos depois do tempo de Pakal – o dia 21 de outubro, no ano 4772.Apesar da popularidade do ano 2012 na mídia, há um forte consenso acadêmico repudiando tais previsões. Susan Milbrath, curadora de arte e arqueologia latino-americana no Museu de História Natural da Flórida, afirmou que “nós não temos nenhum registro ou conhecimento de que os maias pensavam que o mundo acabaria em 2012”. “Para o povo maia antigo, era uma grande comemoração chegar ao fim de um ciclo”, afirmou Sandra Noble, diretora executiva da Fundação pela Promoção dos Estudos Mesoamericanos da Flórida. Transformar o dia 21 de dezembro de 2012 em um dia apocalíptico ou momento de transformação cósmica é, de acordo com ela, “uma invenção completa e uma chance para muita gente fazer dinheiro.” “Haverá um outro ciclo”, diz E. Wyllys Andrews V., diretor da universidade de Tulane da Louisiana. “Nós sabemos que os maias acreditavam que haveria um outro ciclo após este, e isso significa que eles estavam confortáveis com a ideia de um outro ciclo após este”. “Não há nada nas profecias dos maias e astecas antigos para sugerir que haveria uma grande mudança de qualquer tipo em 2012”, disse o especialista em maias Mark Van Stone. “A noção de um ‘Grande Ciclo’ chegando é uma complete invenção moderna”. Em 1990, os estudiosos Linda Schele e David Freidel afirmaram que “os maias não acreditavam que este seria o fim da criação, como alguns alegaram.” “Isso não significa que eles esperassem pelo fim do mundo naquele dia. Os povos ameríndios não tinham apenas uma concepção linear de tempo, que permitisse pensar num fim absoluto”, afirma Eduardo Natalino dos Santos, professor de História da América pré-hispânica da USP. “Em nenhum lugar se diz que o ciclo que estamos vivendo seria o último. A maioria dos estudiosos acredita que, após chegar à data final, o calendário se reiniciaria. Assim como, para nós, o 31 de dezembro é sucedido pelo 1 de janeiro, para eles o dia 22/12/2012 corresponderia ao dia 0.0.0.0.1.”